# 科里利亚诺-罗萨诺

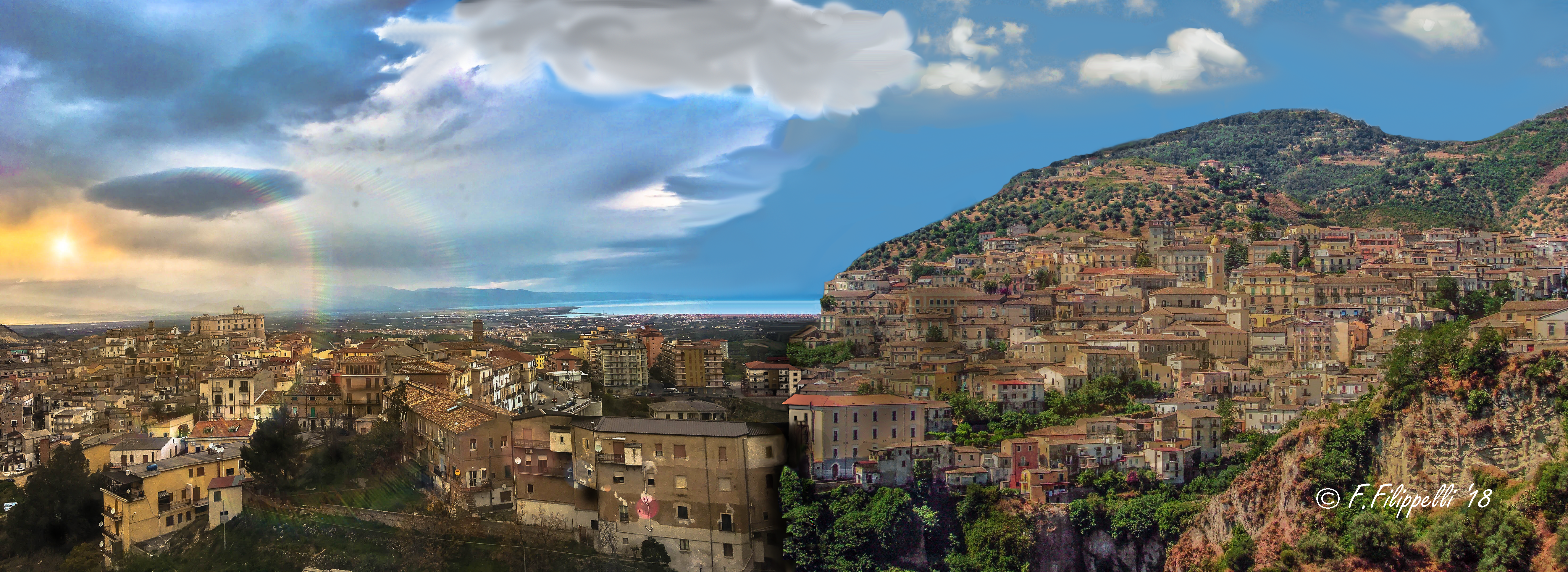
全景图

科里利亚诺-罗萨诺（義大利語：Corigliano-Rossano）是意大利卡拉布里亚大区科森扎省的市镇。面积为345.56平方公里，人口数量为77,220人（2018年）。
此市镇成立于2018年3月31日，是由科里利亚诺-卡拉布罗和罗萨诺两个市镇合并而成。